# Jimmy Carter Library and Museum
Pour les articles homonymes, voir Jimmy.
La Jimmy Carter Library and Museum, située à Atlanta en Géorgie, abrite des documents et différents objets de l'ancien président américain Jimmy Carter en rapport avec sa présidence ou la vie de sa famille.  
La Carter Library and Museum se compose d'une partie appartenant et gérée par le gouvernement fédéral américain et d'une partie appartenant et gérée par une organisation privée. La bibliothèque et le musée sont gérés par la National Archives and Records Administration (NARA) et font partie du réseau des bibliothèques présidentielles du gouvernement fédéral. La partie privée abrite les bureaux de Jimmy Carter et le Carter Center, une organisation à but non lucratif pour la défense des droits de l'homme.

## Description
La bibliothèque a été construite sur un terrain acquis par l'État de Géorgie pour un projet d'autoroute, projet qui fut annulé quand Jimmy Carter devint le gouverneur de cet État. La construction du bâtiment débuta le 2 octobre 1984 et la bibliothèque fut ouverte le jour du 62e anniversaire de Jimmy Carter, le 1er octobre 1986.  
Le bâtiment offre une superficie de 6 480 m2 dont 1 419 m2 d'espace d'expositions et 1 841 m2 d'espace d'archivage et de stockage. La bibliothèque abrite 27 millions de pages de documents, 500 000 photos et 40 000 objets, ainsi que des films, des vidéos ou des bandes audio. Ces collections couvrent tous les aspects de l'administration Carter, de ses politiques intérieure et étrangère à la vie personnelle de Jimmy Carter et de son épouse. On y trouve ainsi une réplique du bureau ovale tel qu'il se présentait du temps de la présidence Carter.

## Source
- (en) Cet article est partiellement ou en totalité issu de l’article de Wikipédia en anglais intitulé « Jimmy Carter Library and Museum » (voir la liste des auteurs).